# Florimont-Gaumier
Florimont-Gaumier – miejscowość i gmina we Francji, w regionie Nowa Akwitania, w departamencie Dordogne.
Według danych na rok 1990 gminę zamieszkiwały 164 osoby, a gęstość zaludnienia wynosiła 18 osób/km² (wśród 2290 gmin Akwitanii Florimont-Gaumier plasuje się na 1012. miejscu pod względem liczby ludności, natomiast pod względem powierzchni na miejscu 1128.).